# 歐陸西班牙語

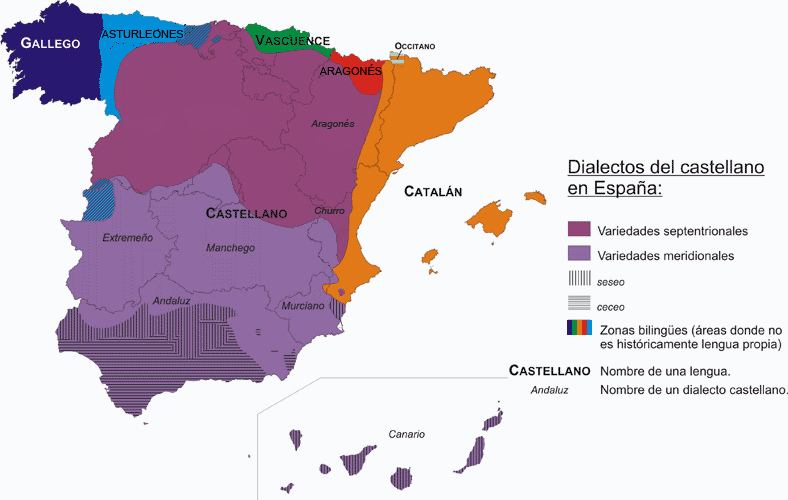
西班牙語和各種方言在西班牙國內的分佈情況。

歐陸西班牙語（西班牙語：Español ibérico），又稱西班牙西班牙語（西班牙語：Español peninsular）、伊比利西班牙語、半島西班牙語、卡斯蒂利亚西班牙語，是指位於伊比利半島的西班牙及它的鄰國安道爾所使用的西班牙語，以對應並區別於加那利西班牙語、美洲西班牙語和美國的西班牙語等種類。不過「卡斯蒂利亚西班牙語」這一稱呼通常是指使用於西班牙中部至北部區域的標準西班牙語，雖然更為精準的西班牙語原文名為，直譯「北卡斯蒂利亚方言」，但這種「北部方言」就是用於廣播和電視的標準語。
在詞法學上，歐陸西班牙語的一個特點是使用人稱代詞（你們）及其賓格，而在其他現代西班牙語中，第二人稱的複數代詞無論是否為正式場合都使用，在西班牙本土僅作為敬語，譯為「您几位」。相應的，在加那利群島也不常用，在安達魯西亞西部地區則有少量使用。